# Pohlia leptopoda
Pohlia leptopoda är en bladmossart som beskrevs av Brotherus 1903. Pohlia leptopoda ingår i släktet nickmossor, och familjen Bryaceae. Inga underarter finns listade i Catalogue of Life.